# 대한민국 제3차 국민투표
대한민국 제3차 국민투표는 1972년 11월 21일 실시되었다.

## 배경
김대중을 가까스로 누르고 대통령에 3선된 뒤 직선제의 위험을 느낀 박정희는 7.4 남북공동성명 발표 이후 10월 17일 '대통령 특별선언'을 발표해, 국회를 해산하고 정당 및 정치활동의 중지 등 헌법의 일부 기능을 정지시키고 전국일원에 비상계엄령을 선포하였다. 이에 따라 계엄사령부가 설치되고 계엄사령부는 포고를 통하여 정치 활동 목적의 옥내외 집회 및 시위를 일절 금하고 언론, 출판, 보도 및 방송은 사전 검열을 받도록 하며 각 대학은 당분간 휴교토록 하였다.
그리고 한태연, 갈봉근 등의 학자들과 김기춘과 같은 젊은 검사들이 만든 이른바 유신헌법안이 10월 27일 비상국무회의에서 의결되어 11월 21일 국민투표에 부쳐졌다.

### 헌법 내용
다음과 같은 내용을 담고 있다.
1. 대통령 직선제의 폐지 및 통일주체국민회의에서 대통령을 간접 선거
2. 국회의원의 1/3을 대통령 추천으로 통일주체국민회의에서 선출
3. 대통령에게 헌법 효력까지도 일시 정지시킬 수 있는 긴급조치권 부여
4. 국회 해산권 및 법관 임면권을 대통령이 갖도록 하여 대통령이 3권 위에 군림할 수 있도록 보장
5. 대통령의 임기를 6년으로 연장하고 연임 제한을 철폐하여 종신 집권 가능

## 결과
| 1972년 제7차 헌법개정안 | 1972년 제7차 헌법개정안 | 1972년 제7차 헌법개정안 |
| 찬성 또는 반대          | 득표수                  | 득표율                  |
| ----------------------- | ----------------------- | ----------------------- |
| 찬성                    | 13,186,559              | 91.5%                   |
| 반대                    | 1,106,143               | 7.7%                    |
| 유효표                  | 14,292,702              | 99.18%                  |
| 무효표                  | 118,012                 | 0.82%                   |
| 총 득표수               | 14,410,714              | 100.00%                 |
| 투표율                  | 91.9%                   | 91.9%                   |
| 유권자수                | 15,676,395              | 15,676,395              |

## 같이 보기
- 유신헌법
- 대한민국 헌법 제8호
- 제7차 헌법개정
- 제4공화국